# Luigi Ricci

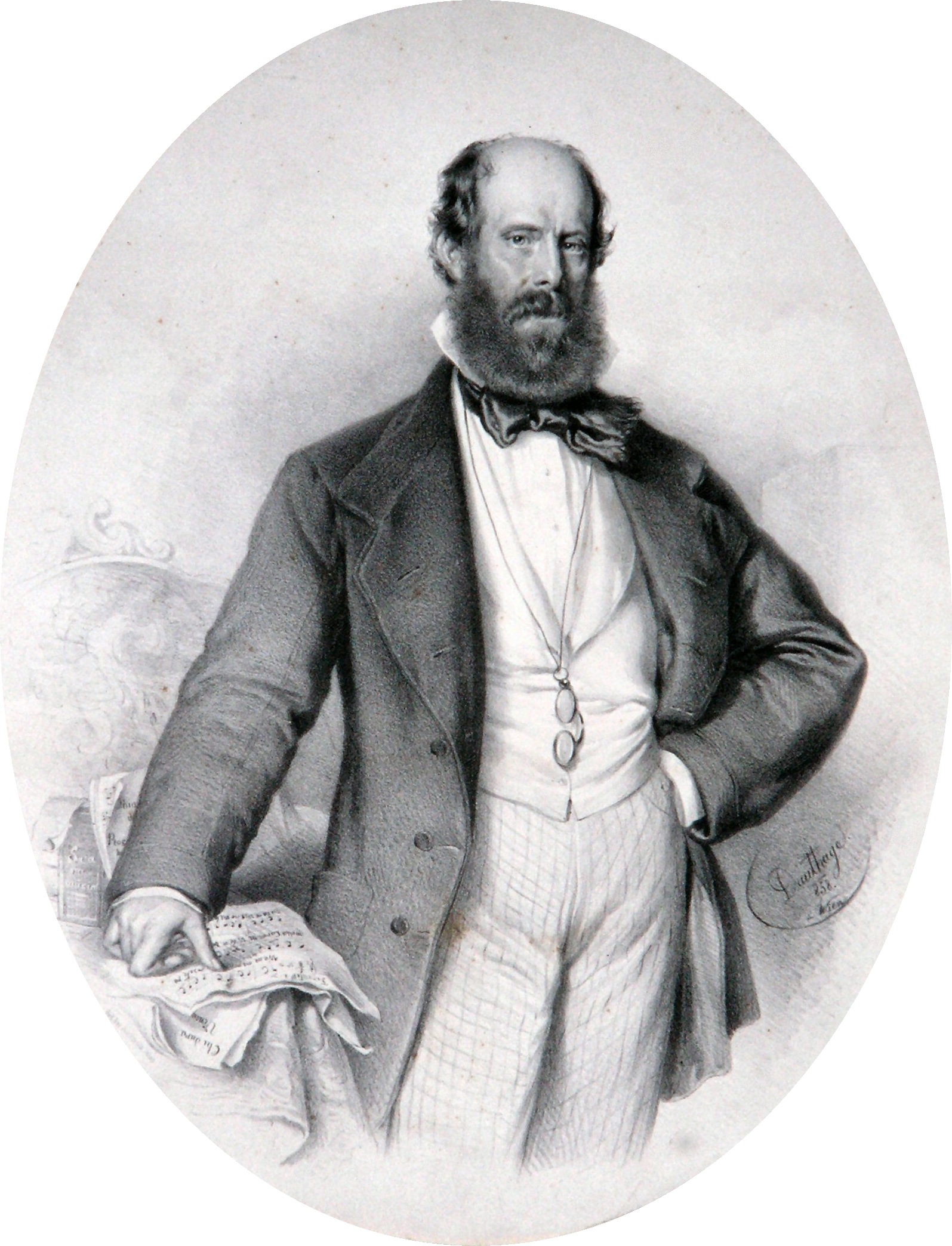
Luigi Ricci, lithografie door Adolf Dauthage

Luigi Ricci (Napels, 8 juli 1805 – Praag, 31 december 1859), was een Italiaans componist, voornamelijk van opera’s.
Hij was de oudere broer van  Federico Ricci, met wie hij verschillende werken schreef. Hij was ook dirigent.

## Leven
Ricci werd opgeleid in Napels, waar hij in 1823 zijn eerste opera schreef aan het conservatorium. Zijn triomfen aan het Teatro alla Scala te Milaan, in 1831 met Chiara di Rosembergh en in 1834 met Un'avventura di Scaramuccia maakte hem beroemd door heel Europa, en in 1835 werkten hij en zijn jongere broer Federico samen aan de eerste van de vier opera’s die zij samen schreven.
In 1837 kwam Ricci in financiële moeilijkheden, voornamelijk door zijn extravagante levensstijl. Hij was genoopt een baan in Triëst te aanvaarden, en hij componeerde zeven jaar geen opera. Toen echter werd hij verliefd, gelijkertijd, met zowel Francesca als Ludmila, de 17-jarige identieke tweelingzusters van de zangeres Teresa Stolz, en dit inspireerde hem in 1845 tot een opera waarin beiden konden zingen, in Odessa. Terug in Triëst trouwde hij met Ludmila (zonder evenwel de ander te laten gaan). Hij componeerde vervolgens nog drie opera’s, die goed werden ontvangen, hoewel zijn grootste succes van deze jaren feitelijk Crispino e la comare was, zijn laatste gezamenlijke werk met zijn broer, waarvan hij het grootste deel schreef.
Komische opera’s waren Ricci’s sterkste punt, en hoewel hij niet helemaal het niveau van Gaetano Donizetti bereikte (die hij zelf zeer bewonderde), wordt Crispino algemeen gezien als een van de beste Italiaanse komische opera’s van die tijd.
Zijn verdiensten als dirigent omvatten de wereldpremière van Verdi's Il corsaro.
In 1859, kort na de productie van zijn laatste opera, bezweek Ricci aan een psychische aandoening, en hij eindigde zijn leven in een ziekenhuis in Praag.
Zijn dochter Lella Ricci (met Ludmila, 1850–1871) was een operazangeres, en zijn zoon Luigi Ricci-Stolz (met Francesca, 1852-1906) was eveneens componist.

## Ricci's opera’s met de librettisten
- L'impresario in angustie (G.M. Diodati), farsa – Napels, Conservatorio, 1823
- La cena frastornata (Andrea Leone Tottola) – Napels, Teatro Nuovo, najaar 1824
- L'abbate Taccarella, ovvero Aladino (ook gebracht als onder meer La gabbia de' matti en Poeta Taccarella) (Andrea Leone Tottola) – Napels, Teatro Nuovo, carnaval 1825
- Il sogno avverato (in samenwerking met Dionigio Pogliani-Gagliardi en mogelijk Niccolò Antonio Zingarelli) (Andrea Leone Tottola) – Napels, Teatro Nuovo, zomer 1825
- Il diavolo condannato a prender moglie (ook gebracht als Il diavolo mal sposato) (Andrea Leone Tottola) – Napels, Teatro Nuovo, 27 januari 1827
- La lucerna di Epitteto (G. Checcherini) – Napels, Teatro Nuovo, carnaval 1827
- Ulisse in Itaca (Domenico Gilardoni) – Napels, Teatro di San Carlo, 12 januari 1828
- Colombo (Felice Romani) – Parma, Teatro ducale, 27 juni 1829
- L'orfanella di Ginevra (Amina) (Jacopo Ferretti) – Rome, Teatro Valle, 9 september 1829
- Il sonnambulo (Jacopo Ferretti) – Rome, Teatro Valle, 26 december 1829
- Fernando Cortez, ovvero L'eroina del Messico (Jacopo Ferretti) – Rome, Teatro Tordinona, 9 februari 1830
- Annibale in Torino (Felice Romani) – Turijn, Teatro Regio, 26 december 1830
- La neve (Felice Romani) – Milaan, Teatro Cannobiana, 21 juni 1831
- Chiara di Rosemberg (Gaetano Rossi) – Milaan, Teatro alla Scala, 11 oktober 1831, ook gebracht als Chiara di Montalbano in Frankrijk, 1835
- Il nuovo Figaro (Jacopo Ferretti) – Parma, Teatro ducale, 15 februari 1832
- I due sergenti (Felice Romani) – Milaan, Teatro alla Scala, 1 september 1833
- Un'avventura di Scaramuccia (Felice Romani) – Milaan, Teatro alla Scala, 8 maart 1834; vervolgens in Wenen (1835), Londen (1836), Madrid (1837), Lissabon (1838), Parijs, Théâtre Italien (1846), Warschau (1846; Pools), Brussel (1851), Buenos Aires (1851); ook aan gewerkt door Friedrich von Flotow
- Gli esposti, ovvero Eran due or son tre (Jacopo Ferretti) – Turijn, Teatro Angennes, 3 juni 1834
- Chi dura vince ovvero La luna di miel (Jacopo Ferretti) – Rome, Teatro Valle, 26 december 1834; (herzien door Luigi’s broer Federico als La petite comtesse, 1876)
- La serva e l'ussero (Magd und Husar), farsa – Pavia, Teatro Compadroni, nieuwjaar1835
- Il colonello (ook gebracht als La donna colonello), in samenwerking met Luigi’s broer Federico (Jacopo Ferretti) – Napels, Teatro del Fondo, 14 maart 1835
- Chiara di Montalbano [in Francia] (Gaetano Rossi) – Milaan, Teatro alla Scala, 15 augustus 1835
- Il disertore per amore, in samenwerking met Luigi’s broer Federico (Jacopo Ferretti) – Napels, Teatro del Fondo, 13 februari 1836
- Le nozze di Figaro (Gaetano Rossi) – Milaan, Teatro alla Scala, 13 februari 1838; herziene versie: Milaan, Teatro alla Scala, 1841
- La solitaria delle Asturie (Felice Romani) – Odessa, Teatro Italiano, 20 februari 1845
- L'amante di richiamo, in samenwerking met Luigi’s broer Federico (F. Dall'Ongaro) – Turijn, Teatro Angennes, 13 juni 1846
- Il birraio di Preston (F. Guidi) – Florence, Teatro della Pergola, 4 februari 1847
- Crispino e la comare, in samenwerking met Luigi’s broer Federico (Francesco Maria Piave) – Venetië, Teatro S. Benedetto, 28 februari 1850
- La festa di Piedigrotta (M. D'Arienzo) – Napels, Teatro Nuovo, 23 juni 1852
- Il diavolo a quattro (Gaetano Rossi) – Triëst, Teatro Armonia, 15 mei 1859